# Nino Vlaić
Nino Vlaić ( Šibenik, 7. rujna 1987.) je hrvatski profesionalni košarkaš. Igra na poziciji krilnog centra, a trenutačno je član košarkaškog kluba Split. 

## Karijera
Od 2002. pa do 2008., Vlaić je bio član košarkaškog kluba Šibenik. U posljednjoj sezoni u dresu Šibenika prosječno je postizao 4.4 poena i 2.4 skoka po utakmici. Najbolju utakmicu odigrao je upravo u gostima kod Splita - 14 koševa, osam skokova, valorizacija +15. Dobrim igrama dobio je poziv u hrvatsku B košarkašku reprezentaciju. U ljeto 2008. raskinuo je ugovor sa Šibenikom i potpisao novi trogodišnji ugovor s KK Splitom. 

## Vanjske poveznice
- Profil na NLB.com